# Qualcosa di noi
Qualcosa di noi è un film documentario del 2014 diretto da Wilma Labate.
Il film è stato presentato in Selezione Ufficiale alla 32ª edizione di Torino Film Festival nella sezione Diritti&Rovesci e alla 21ª edizione di Visioni Italiane. La colonna sonora originale è a cura di Angelo Olivieri, suonata dallo stesso musicista e da Zy Project.

## Trama
Jana è una prostituta di 46 anni che accetta ad incontrarsi con un gruppo di allievi di una scuola di scrittura di Bologna, “Bottega Finzioni” per parlare di corpo, "azienda di Jana", di denaro e di compromessi lavorativi più in generale.
Dodici allievi sui trent'anni in cerca di lavoro e certezze, come Laura, attrice occupante del Teatro Valle o Paolo, proprietario di un ristorante, aspirante scrittore disincantato.
I ragazzi si lasciano andare alla magia del luogo - un borgo sulle colline di Sasso Marconi - e mettono in scena se stessi, grazie a Jana che rimuove le timidezze.

## Riconoscimenti
La protagonista Jana ha ricevuto il riconoscimento come “Migliore protagonista nel documentario 2014" assegnato dal Sindacato Nazionale Giornalisti Cinematografici Italiani nell'ambito dei Nastri Doc.

## Distribuzione
Nelle sale italiane dal 9 aprile 2015 distribuito da Istituto Luce-Cinecittà.